# 들숨

흡입 과정을 보여주는 다이어그램.

공기, 또는 다른 가스가 폐로 들어갈 때 들숨(영어: inhalation, inspiration)이 발생한다.

## 기전
들숨은 가슴우리에 붙어 있는 근육들이 수축하여 가슴안이 확장되며 시작된다. 가로막이 먼저 수축되며 이로 인해 가슴막안이 확장되고, 보일의 법칙에 의해 가슴막안의 부피가 증가하면 가슴막안에 걸린 음압이 커진다. 음압이 커지면 몸 바깥의 공기와 폐포 간의 압력차가 생기면서 공기의 흐름이 만들어진다.
공기는 기도를 통해 폐로 들어온다. 기도는 코에서 시작된다. 입에서 공기 흐름이 시작될 수도 있으며 입은 코의 대체재 역할을 한다. 그러나 만성 입호흡은 질병을 유발하거나, 이미 있는 질병의 증거일 수 있다. 기도는 폐포에서 끝나며 폐포의 크기는 교감신경계와 부교감신경계의 작용에 따라 바뀔 수 있다. 폐포가 열린 구조기 때문에 폐포내압은 대기압(해수면에서 100 kPa)과 크기가 비슷하며, 2-3 kPa 정도를 드물게 넘는 압력차가 폐 안팎으로 공기가 이동하도록 만든다.
들숨에 관여하는 다른 근육들은 다음과 같다.
- 바깥갈비사이근
- 목갈비근
- 목빗근
- 등세모근

## 같이 보기
- 날숨
- 흡입제 - 흡입을 통해 소비되는 향정신성 약물
- 호흡계통
- 흡연 - 특정 흡입 경로
- 호흡
- 호흡 일량